# 1729 (szám)
Az 1729 természetes szám 1728 és 1730 között. Az 1729 úgy ismert, mint a Hardy–Ramanujan-szám. Egy anekdota szerint G. H. Hardy brit matematikus megjegyezte tanítványának, hogy a taxijuk rendszáma, 1729, unalmas. „Nem érdektelen ez a szám” - felelte Rámánudzsan: „ez a legkisebb olyan egész szám, amely kétféleképpen bontható fel két köbszám összegére”:
Az 1729 a harmadik Carmichael-szám és az első abszolút Euler-pszeudoprím.
Középpontos köbszám. Tizenkétszögszám. Huszonnégyszögszám.
Az 1729 Zeisel-szám.
Mivel az 1729 a tízes számrendszerben osztható a számjegyei összegével, ezért Harshad-szám. Ugyanez a tulajdonsága megvan a nyolcas számrendszerben (1729 = 33018, 3 + 3 + 0 + 1 = 7), a tizenhatos számrendszerben (1729 = 6C116, 6 + C + 1 = 1910), de a binárisban nincs meg.
Az „e” transzcendens szám 1729. decimális jegyétől kezdve fordulnak elő először az 1-től 9-ig lévő számjegyek növekvő sorrendben.
Masahiko Fujiwara rájött, hogy az 1729 egyike annak a négy pozitív egész számnak (a többi három: 81, 1458 és a triviális 1), amik számjegyeit összeadva és a kapott szám jegyeit fordított sorrendben felírva, majd a két számot összeszorozva az eredeti számot kapjuk eredményül:
1 + 7 + 2 + 9 = 19
19 × 91 = 1729

## Fordítás
Ez a szócikk részben vagy egészben  a(z)   1729 (number) című angol Wikipédia-szócikk fordításán alapul.  Az eredeti cikk szerkesztőit annak laptörténete sorolja fel. Ez a jelzés csupán a megfogalmazás eredetét és a szerzői jogokat jelzi, nem szolgál a cikkben szereplő információk forrásmegjelöléseként.